# 31517 Mahoui
31517 Mahoui è un asteroide della fascia principale. Scoperto nel 1999, presenta un'orbita caratterizzata da un semiasse maggiore pari a 2,4133404 UA e da un'eccentricità di 0,0753436, inclinata di 5,21267° rispetto all'eclittica.